# Madhouse (studio)
Pour les articles homonymes, voir Madhouse.
Madhouse Inc. (株式会社マッドハウス, Kabushiki kaisha Maddohausu) est un studio de films et séries d'animation japonais fondé le 17 octobre 1972 par d'anciens employés de Mushi Production dont Masao Maruyama, Osamu Dezaki et Yoshiaki Kawajiri.
La première réalisation du studio est l'adaptation en anime de Ace o Nerae! en collaboration avec TMS. Depuis lors, le studio a travaillé sur de nombreux films à succès comme Ninja Scroll, Vampire Hunter D : Bloodlust, Perfect Blue ou La traversée du temps. Il a également travaillé sur de nombreuses séries télévisées comme Sakura chasseuse de cartes, Trigun, X, Paranoia agent, Death Note, Parasite ou encore le remake de Hunter × Hunter.

## Histoire
Au début des années 1970, le studio d'Osamu Tezuka, Mushi Production, est au bord de la faillite et ne peut plus empêcher la fuite de ses employés. Certains d'entre eux dont Masao Maruyama, Osamu Dezaki et Yoshiaki Kawajiri, encore simples animateurs, se regroupent et fondent en octobre 1971 un nouveau studio : Madhouse.
Tout au long des années 1970, Osamu Dezaki réalise pour le compte du studio Tokyo Movie (qui deviendra Tokyo Movie Shinsha en 1977) de nombreuses séries comme Ace o Nerae!, Ie naki no ko ou encore Ganba no bôken. Cela permettra à Madhouse de sous traiter pour Tokyo Movie Shinsha (TMS) qui connait alors à cette époque un grand succès.
En 1980, Dezaki quitte Madhouse et rejoint Akio Sugino pour fonder le studio Annapuru. À la suite de ce départ, Masao Maruyama prend les rênes du studio et propulse Rintarō comme principal réalisateur. Madhouse abandonne alors la production de séries et se consacre à la production de films et d'OAV à partir de 1986. C'est durant les années 1980 que Madhouse commence à s'affirmer comme un studio majeur avec des films à succès comme Harmagedon, L'Épée de Kamui ou encore Gen d'Hiroshima. C'est aussi durant cette période que perce Kawajiri avec son second film Wicked City qui lui permet de gagner une certaine renommée dans le monde de l'animation de l'époque.
Après un timide retour à la production de séries au début des années 1990 avec notamment Yawara (1989-1992) ou encore Azuki-chan (1995-1998), c'est surtout à partir de 1998 que Madhouse renoue avec les séries TV avec notamment Trigun ou Sakura chasseuse de cartes. C'est aussi en 1998 que sort Perfect Blue, le premier film de Satoshi Kon qui deviendra dès lors une valeur sûre du studio.
En février 2004, l'entreprise japonaise Index Corp. spécialisée dans le contenu pour portable devient actionnaire majoritaire, faisant de Madhouse une de ses filiales, et porte en mai 2005 sa participation dans le capital du studio à 72,4 %.
En mars 2005, Nippon TV l'entreprise de divertissement VAP puis en avril de la même année le géant publicitaire Dentsu entrent également dans le capital du studio favorisant ainsi les collaborations du studio avec ces trois entreprises. En 2006, la chaine câblée WOWOW entre à son tour dans le capital du studio.

## Filmographie
Source:

### Séries télévisées
- Jeu, set et match ! (26 épisodes) (octobre 1973 - mars 1974) (avec TMS)
- Les Aventures de Gamba (26 épisodes) (avril 1975 - septembre 1975) (avec TMS)
- Manga Sekai Mukashi Banashi (51 épisodes sur 127) (octobre 1976 - mars 1977)
- Rémi sans famille (51 épisodes) (octobre 1977 - octobre 1978) (avec TMS)
- L'Île au trésor (26 épisodes) (octobre 1978 - avril 1979) (avec TMS)
- Animation Kikou Marco Polo no Boken (43 épisodes) (avril 1979 - avril 1980)
- Botchan (TV spécial) (1980) (avec TMS)
- Easy Cooking Animation: Seishun no Shokutaku (25 épisodes) (juillet 1989 - janvier 1990)
- Yawara! A Fashionable Judo Girl (124 épisodes) (octobre 1989 - septembre 1992)
- DNA² (12 épisodes) (octobre 1994 - octobre 1994) (avec Studio Deen)
- Azuki-chan (117 épisodes) (avril 1995 - mars 1998)
- Anne no nikki (août 1995)
- Yawara! A Fashionable Judo Girl - spécial (TV spécial) (1996)
- Bomber Man & Bidaman Bakugaiden (48 épisodes) (février 1998 - janvier 1999)
- Trigun (26 épisodes) (avril 1998 - septembre 1998)
- Sakura, Chasseuse de cartes (70 épisodes) (avril 1998 - mars 2000)
- Super Doll Licca-chan (52 épisodes) (octobre 1998 - septembre 1999)
- Master Keaton (24 épisodes) (octobre 1998 - mars 1999)
- Pet Shop of Horrors (4 épisodes) (mars 1999)
- Bomber Man & Bidaman Bakugaiden V (50 épisodes) (février 1999 - janvier 2000)
- Di Gi Charat (16 épisodes de 11 min) (novembre 1999 - décembre 2000)
- Jubei-chan - Le secret du Lovely Bandeau (13 épisodes) (avril 1999 - juin 1999)
- Boogiepop Phantom (12 épisodes) (janvier 2000 - mars 2000)
- Kazemakase Tsukikage Ran (13 épisodes) (janvier 2000 - avril 2000)
- Hidamari no Ki (25 épisodes) (avril 2000 - septembre 2000)
- La Guerre de Sakura (25 épisodes) (avril 2000 - septembre 2000)
- Ippo le Challenger (76 épisodes) (octobre 2000 - mars 2002)
- Beyblade (51 épisodes) (janvier 2001 - janvier 2002)
- Galaxy Angel (26 épisodes de 12 min) (avril 2001 - septembre 2001)
- Chance Triangle Session (13 épisodes) (mai 2001 - août 2001)
- Gakuen Senki Muryo (26 épisodes) (mai 2001 - décembre 2001)
- Alexander (13 épisodes) (octobre 2001 - décembre 2001)
- Olive et Tom : Le Retour (52 épisodes) (octobre 2001 - octobre 2002)
- Panyo Panyo Di Gi Charat (48 épisodes de 5 min) (janvier 2002 - décembre 2002?)
- Aquarian Age: Sign for Evolution (13 épisodes) (janvier 2002 - mars 2002)
- Honoo no Mirage (13 épisodes) (janvier 2002 - avril 2002)
- Galaxy Angel Z (19 épisodes de 12 min) (février 2002 - mars 2002)
- Pita-ten (26 épisodes) (avril 2002 - septembre 2002)
- Chobits (26 épisodes) (avril 2002 - septembre 2002)
- Rizelmine (24 épisodes de 15 min) (avril 2002 - décembre 2002)
- Abenobashi mahou☆shotengai (13 épisodes) (avril 2002 - juin 2002) (avec Gainax)
- Dragon drive (38 épisodes) (juillet 2002 - mars 2003)
- Galaxy Angel A (54 épisodes de 12 min) (octobre 2002 - mars 2003)
- X (24 épisodes) (octobre 2002 - mars 2003)
- Hanada shōnen-shi (25 épisodes) (octobre 2002 - mars 2003?)
- Texhnolyze (22 épisodes) (avril 2003 - septembre 2003)
- Ninja Scroll (13 épisodes) (avril 2003 - juillet 2003)
- Di Gi Charat Nyo (104 épisodes de 12 min) (avril 2003 - avril 2004)
- Hajime no Ippo - Champion Road (TV spécial) (2003)
- Gunslinger girl (13 épisodes) (octobre 2003 - février 2004)
- Gungrave (26 épisodes) (octobre 2003 - mars 2004)
- Mujin wakusei Survive (52 épisodes) (octobre 2003 - octobre 2004)
- Jubei-chan 2 ~Siberia Yagyuu no Gyakushuu~ (13 épisodes) (janvier 2004 - mars 2004)
- Paranoia Agent (13 épisodes) (février 2004 - mai 2004)
- Monster (74 épisodes) (avril 2004 - septembre 2005)
- Enfer & Paradis (24 épisodes) (avril 2004 - septembre 2004)
- Galaxy Angel X (26 épisodes de 12 min) (juillet 2004 - septembre 2004)
- Sweet Valerian (26 épisodes de 4 min) (août 2004 - décembre 2004)
- Beck (26 épisodes) (octobre 2004 - mars 2005)
- Gokusen (13 épisodes) (janvier 2005 - mars 2005)
- Ichigo 100% (26 épisodes de 12 min) (avril 2005 - juin 2005)
- Oku-sama wa Joshi Kousei (26 épisodes de 12 min) (juillet 2005 - septembre 2005)
- Akagi (26 épisodes) (octobre 2005 - mars 2006)
- Paradise Kiss (12 épisodes) (octobre 2005 - décembre 2005)
- Kiba (51 épisodes) (avril 2006 - mars 2007)
- Black Lagoon (24 épisodes) (avril 2006 - décembre 2006)
- Yume Tsukai (12 épisodes) (avril 2006 - juin 2006)
- Nana (47 épisodes) (avril 2006 - mars 2007)
- Saiunkoku Monogatari (78 épisodes) (avril 2006 - mars 2008)
- Strawberry Panic! (26 épisodes) (avril 2006 - septembre 2006)
- Spirit of the Sun (2 épisodes spéciaux) (septembre 2006)
- Otogi-Jushi Akazukin (39 épisodes) (juillet 2006 - mars 2007)
- Kemonozume (13 épisodes) (août 2006 - octobre 2006)
- Death Note (37 épisodes) (octobre 2006 - juin 2007)
- Tokyo Tribe 2 (13 épisodes) (novembre 2006 - février 2007)
- Kaibutsu Ōjo (25 épisodes) (avril 2007 - septembre 2007)
- Claymore (26 épisodes) (avril 2007 - septembre 2007)
- Ooedo rocket (26 épisodes) (avril 2007 - septembre 2007)
- Dennou Coil (26 épisodes) (mai 2007 - décembre 2007)
- Devil may cry (12 épisodes) (juin 2007 - septembre 2007)
- Shigurui (12 épisodes) (juillet 2007 - octobre 2007)
- Majin Tantei Nougami Neuro (25 épisodes) (octobre 2007 - mars 2008)
- Kaiji (26 épisodes) (octobre 2007 - avril 2008)
- Mokke (24 épisodes) (octobre 2007 - mars 2008)
- MapleStory (25 épisodes) (octobre 2007 - mars 2008)
- Kamen no maid guy (12 épisodes) (avril 2008 - juin 2008)
- Kaiba (12 épisodes) (avril 2008 - juillet 2008)
- Chi's Sweet Home (104 épisodes de 5 min) (mars 2008 - septembre 2008)
- Allison & Lillia (26 épisodes) (avril 2008 - octobre 2008)
- Himitsu - top secret (26 épisodes) (avril 2008 - septembre 2008)
- Ultraviolet : Code 044 (12 épisodes) (juillet 2008 - septembre 2008)
- Chaos;Head (12 épisodes) (octobre 2008 - décembre 2008)
- Mōryō no Hako (13 épisodes) (octobre 2008 - décembre 2008)
- Kurozuka (12 épisodes) (octobre 2008 - décembre 2008)
- Casshern Sins (24 épisodes) (octobre 2008 - mars 2009)
- One Outs (25 épisodes) (octobre 2008 - mars 2009)
- Stitch ! (24 épisodes) (octobre 2008 - mars 2009)
- Ride Back (12 épisodes) (janvier 2009 - mars 2009)
- Hajime no Ippo: New Challenger (saison 2) (26 épisodes) (janvier 2009 - juin 2009)
- Chi's New Adress (saison 2) (104 épisodes de 5 min) (mars 2009 - septembre 2009)
- Sōten Kōro (26 épisodes) (avril 2009 - septembre 2009)
- Needless (24 épisode) (juillet 2009 - décembre 2009)
- Kobato. (24 épisodes) (octobre 2009 - mars 2010)
- Aoi Bungaku Series (12 épisodes) (octobre 2009 - décembre 2009)
- The Tatami Galaxy (11 épisodes) (avril 2010 - juillet 2010)
- Rainbow (26 épisodes) (avril 2010 - septembre 2010)
- Highschool of the Dead (12 épisodes) (juillet 2010 - septembre 2010)
- Iron Man (12 épisodes) (octobre 2010 - décembre 2010)
- Wolverine (12 épisodes) (janvier 2011 - mars 2011)
- X-Men (12 épisodes) (avril 2011 - juin 2011)
- Gyakkyō Burai Kaiji: Hakairoku-hen (saison 2) (26 épisodes) (avril 2011 - septembre 2011)
- Blade (12 épisodes) (juillet 2011 - septembre 2011)
- Hunter × Hunter (148 épisodes) (octobre 2011 - septembre 2014)
- Chihayafuru (25 épisodes) (octobre 2011 - mars 2012)
- Oda Nobuna no Yabou (12 épisodes) (juillet 2012 - septembre 2012) (avec Studio Gokumi)
- Btooom! (12 épisodes) (octobre 2012 - décembre 2012)
- Chihayafuru 2 (saison 2) (25 épisodes) (janvier 2013 - juin 2013)
- Photo Kano (13 épisodes) (avril 2013 - juin 2013)
- Kami-sama no Inai Nichiyōbi (12 épisodes) (juillet 2013 - septembre 2013)
- Hajime no Ippo: Rising (saison 3) (26 épisodes) (octobre 2013 - mars 2014) (avec MAPPA)
- Ace of Diamond (75 épisodes) (octobre 2013 - mars 2015) (avec Production I.G)
- Ace of Diamond (saison 2) (avril 2015 - mars 2016) (avec Production I.G)
- Mahō Sensō (12 épisodes) (janvier 2014 - mars 2014)
- No Game No Life (12 épisodes) (avril 2014 - juin 2014)
- The Irregular at Magic High School (26 épisodes) (avril 2014 - septembre 2014)
- Hanayamata (12 épisodes) (juillet 2014 - septembre 2014)
- Parasite (24 épisodes) (octobre 2014 - mars 2015)
- Death Parade (12 épisodes) (janvier 2015 - mars 2015)
- Mon histoire (24 épisodes) (avril 2015 - septembre 2015)
- Overlord (13 épisodes) (juillet 2015 - septembre 2015)
- One Punch-Man (12 épisodes) (octobre 2015 - décembre 2015)
- Prince of Stride: Alternative (12 épisodes) (janvier 2016 - mars 2016)
- Alderamin on the Sky (13 épisodes) (juillet 2016 - octobre 2016)
- All Out!! (25 épisodes) (octobre 2016 - mars 2017)
- ACCA (12 épisodes) (janvier 2017 - mars 2017)
- Marvel Future Avengers (26 épisodes) (juillet 2017 - décembre 2017)
- A Place Further Than the Universe (13 épisodes) (janvier 2018 - mars 2018)
- Cardcaptor Sakura: Clear Card-hen (22 épisodes) (janvier 2018 - juin 2018)
- Overlord II (saison 2) (13 épisodes) (janvier 2018 - avril 2018)
- Overlord III (saison 3) (13 épisodes) (juillet 2018 - septembre 2018)
- Chuukan Kanriroku Tonegawa (24 épisodes) (juillet 2018 - décembre 2018)
- Boogiepop wa Warawanai (18 épisodes) (janvier 2019 - mars 2019)
- Shoumetsu Toshi (12 épisodes) (avril 2019 - juin 2019)
- Ace of Diamond Act II (52 épisodes) (avril 2019 - mars 2020)
- No Guns Life (partie 1) (12 épisodes) (octobre 2019 - décembre 2019)
- Chihayafuru 3 (saison 3) (24 épisodes) (octobre 2019 - mars 2020)
- No Guns Life (partie 2) (12 épisodes) (juillet 2020 - septembre 2020)
- Sonny Boy (12 épisodes) (juillet 2021 - octobre 2021)[4]
- The Vampire Dies in No Time (en) (12 épisodes) (octobre 2021 - décembre 2021)[5],[6]
- Takt Op. Destiny (12 épisodes) (octobre 2021 - décembre 2021) (Co-produit avec MAPPA)[7]
- Police in a Pod (TBA) (janvier 2022 - à venir)[8],[9]
- Overlord IV (saison 4) (TBA) (juillet 2022 - septembre 2022)
- The Gene of AI (12 épisodes) (juillet 2023 - septembre 2023)[10]
- Frieren (28 épisodes) (octobre 2023 - mars 2024)[11]
- The Vampire Dies in No Time (en) (saison 2) (12 épisodes) (janvier 2023 - mars 2023)[12]
- Trillion Game (26 épisodes) (octobre 2024 - mars 2025)[13]
- Du mouvement de la Terre (25 épisodes) (octobre 2024 - mars 2025)

### Films
- Ace o Nerae! (1979) (avec TMS)
- Unico (1981) (avec Sanrio)
- Natsu e no Tobira (1981) (avec Toei animation)
- Haguregumo (1982) (avec Toei animation)
- Harmagedon (1983)
- Unico sur l'île magique (1983) (avec Sanrio)
- Gen d'Hiroshima (1983)
- Lensman (adaptation du Cycle du Fulgur) (1984)
- L'Épée de Kamui (1985) (avec Toei animation)
- Bobby ni Kubittake (1985)
- Super Mario Bros. : Peach-Hime Kyushutsu Dai Sakusen! (1986)
- Gen d'Hiroshima 2 (1986)
- Hi no tori : Ho-o-hen (1986)
- Toki no Tabibito -Time Stranger- (1986)
- Kin no tori (1987) (avec Toei Animation)
- Wicked City (1987)
- Hoero! Bun Bun (1987)
- Gokiburi-tachi no Tasogare (1987)
- Natsufuku no Shoujo-tachi (téléfilm) (1988)
- Les Héros de la galaxie (1988) (avec Artland)
- Manie-Manie Meikyu Monogatari (1989)
- Tezuka Osamu Monogatari: boku wa Son-Goku (téléfilm) (1989)
- Kaze no Na wa Amnesia (1990)
- Urusei Yatsura: Itsudatte My Darling (1991)
- Yawara! Soreyuke Koshinuke Kiss!! (1992)
- Hiroshima ni ichiban densha ga hashitta (TV spécial) (1993)
- Ninja Scroll (1993)
- O-Hoshisama no Rail (1993)
- Kattobase! Dorīmāzu - Kāpu tanjou monogatari (1994)
- Azuki-chan - film (1995)
- Memories (deuxième partie seulement - Stink bomb) (1995)
- Anne no nikki (adaptation du Journal d'Anne Franck) (1995)
- X/1999 (1996)
- Perfect blue (1997)
- Super Doll Licca-chan: Licca-chan Zettai Zetsumei! Doll Knights no Kiseki (1999)
- Sakura, chasseuse de cartes - Le voyage à Hong-Kong (1999)
- Clover (Diffusé avec le film 1 de Cardcaptor Sakura) (1999)
- Card Captor Sakura film 2 : la carte scellée (2000)
- Kero-chan ni Omakase! (Diffusé avec le film 2 de Cardcaptor Sakura) (2000)
- Metropolis (2001)
- Vampire Hunter D : Bloodlust (2001)
- Di Gi Charat Hoshi no Tabi (2001)
- Millennium Actress (2001)
- Patlabor WXIII (2002)
- Nasu, un été andalou (2003)
- Tokyo Godfathers (2003)
- La Traversée du temps (2006)
- Paprika (2006)
- Highlander: The Search for Vengeance (2007)
- Piano Forest (2007)
- Nezumi Monogatari - George to Gerald no Bouken (2007) (avec Sanrio)
- Cinnamon the Movie (avec Sanrio, diffusé en même temps que Nezumi monogatari) (2007)
- Hells Angels (2008)
- Summer Wars (2009)
- Mai Mai Miracle (2009)
- Yona, la légende de l'oiseau-sans-aile (2009)
- Trigun Badlands Rumble (2010)
- Redline (2010)
- Toaru Hikūshi e no Tsuioku (2011)
- Le Chien du Tibet (2011)
- Hunter × Hunter: Phantom Rouge (2013)
- Hunter × Hunter: The Last Mission (2013)
- No Game No Life Zéro (2017)
- Overlord : The Sacred Kingdom (2024)
- Yume-Miru Kikai (TBA)

### OAV
- Kizuoibito (5 OAV) (1986-1988)
- Hi no Tori - Yamato (2 OAV) (1987)
- Hi no Tori - Uchuuhen (1 OAV) (1987)
- X Densha de Ikou (1 OAV) (1987)
- Kaze no Matasaburo (1 OAV) (1988)
- Demon City Shinjuku (1 OAV) (1988)
- Akuma no Hanayome (? OAV) (1988)
- Kaze wo Nuke! (1 OAV) (1988)
- Youseiou (1 OAV) (1988)
- Donguri to Yamaneko (1 OAV) (1988)
- Goku: Midnight Eye (1 OAV) (1989)
- Goku II - Midnight Eye (1 OAV) (1989)
- Urusei Yatsura OAV : Yagi-san to Chīzu (Participation à l'animation) (1 OAV) (1989)
- Urusei Yatsura OAV : Hāto wo Tsukame (Participation à l'animation) (1 OAV) (1989)
- Teki wa Kaizoku: Nekotachi no Kyoen (6 OAV) (1989) (Avec Production I.G)
- Nineteen 19 (1 OAV) (1990)
- Chroniques de la Guerre de Lodoss (13 OAV) (1990-1991)
- Cyber City Oedo 808 (3 OAV) (1990-1991)
- Eguchi Hisashi no nantoka narudesho (? OAV) (1990)
- Devil Hunter Yohko (6 OAV) (1990-1995)
- Anime Koukyoushi : Jungle Taidei (1 OAV) (1991)
- Urusei Yatsura OAV : Otome Bashika no Kyōfu (1 OAV) (1991)
- Urusei Yatsura OAV : Reikon to Dēto (1 OAV) (1991)
- Teito Monogatari (4 OAV) (1991-1992)
- Down Load - Namiamidabutsu wa Ai no Uta (1 OAV) (1991)
- Tôkyô Babylon (2 OAV) (1992 et 1994)
- Zetsuai 1989 (1 OAV) (1992)
- Oshare Kozou wa Hanamaru (1 OAV) (1993)
- Oedo wa Nemurenai! (1 OAV) (1993)
- Singles (1 OAV) (1993)
- Gunnm (2 OAV) (1993)
- Pops (1 OAV) (1993)
- Kiss wa me ni shite (1 OAV) (1993)
- Mermaid Forest (1 OAV) (1993)
- A-Girl (1 OAV) (1993)
- Natsuki Crisis (2 OAV) (1994)
- Exorciste S.A. (4 OAV) (1994-1995)
- Shin Kujaku-Ou (2 OAV) (1994)
- The Cockpit (seulement 1re partie - slipstream) (1994)
- BRONZE Cathexis KOJI NANJO (1 OAV) (1994)
- CLAMP in Wonderland (1 OAV) (1994)
- Final Fantasy: Legend of the Crystals (1994)
- Miyuki-chan in Wonderland (1 OAV) (1995)
- DNA² (3 OAV) (1995)
- Tetsuwan Birdy (4 OAV) (1996)
- Vampire Hunter (4 OAV) (1997-1998)
- Saikoda ibā Mashou Bosatsu (1 OAV) (1997)
- Shihaisha no Tasogare (1 OAV) (1998) (avec Toei Animation)
- Kasei Ryodan Danasaito 999.9 (1 OAV) (1998)
- Alexander (13 OAV) (1999)
- Trava (4 OAV) (2001?-2003?)
- Captain Herlock : The Endless Odyssey (13 OAV) (2002)
- Di Gi Charat - kuchi kara bazooka (? OAV) (2002)
- Animatrix (seulement les parties Programmes et Record du monde) (2003)
- Les Lamentations de l'agneau (4 OAV) (2003)
- Hajime no Ippo - Mashiba vs. Kimura (1 OAV) (2003)
- Ichigo 100% (4 OAV) (2005)
- Last Order: Final Fantasy VII (1 OAV) (2005)
- Otogi-Jushi Akazukin (3 OAV) (2005)
- Nasu: Suitcase no Wataridori (1 OAV) (2007)
- CLAMP in Wonderland 2 (1 OAV) (2007)
- Black Lagoon Roberta's blood trail (5 OAV) (2010-2011)
- Supernatural - The Animation (22 OAV) (2011)
- Arata-naru Sekai (1 OAV) (2012)
- Hellsing Ultimate (2 OAV produit sur les 10 OAV) (2012)
- Iron Man : L'Attaque des technovores (1 OAV) (2013)
- Avengers Confidential: Black Widow & Punisher (1 OAV) (2014)

## Personnalités ayant travaillé chez Madhouse
- Masao Maruyama : Membre du conseil d'administration et producteur (Claymore, L'épée de Kamui, Death Note, Master Keaton, Monster, Perfect Blue, Tokyo Godfathers…)[14]

- Rintarō : réalisateur (L'Épée de Kamui, Harmegedon, Metropolis, X Densha de ikou, X/1999…)[15]

- Toshio Hirata : réalisateur (Gen de Hiroshima 2, Hoero! Bun Bun, Petshop of Horrors, Kin no tori…)[16]

- Yoshiaki Kawajiri : réalisateur (Lensman, Wicked City, Ninja Scroll, Vampire Hunter D: Bloodlust, Highlander: The Search for Vengeance…)[17]

- Satoshi Kon : réalisateur (Perfect Blue, Millenium Actress, Tokyo godfathers, Paranoia Agent, Paprika)[18]

- Morio Asaka : réalisateur (Sakura Chasseuse de carte, Chobits, Gunslinger Girl, Nana…)[19]

- Tetsuro Araki : réalisateur (Otogi-jushi Akuzukin (OAV), Death Note…)[20]

- Yoshinori Kanemori : Charadesigner (Hanada shōnen-shi, Gokusen, X (TV), Yawara!…)[21]

- Mamoru Hosoda : réalisateur (La Traversée du temps, Summer Wars, Les Enfants loups, Ame et Yuki)[22]

- Kitarō Kōsaka : réalisateur (Nasu : un été andalou, Clover, A-Girl…)[23]

- Tensai Okamura : réalisateur (Memories : stink bomb)[24]

- Masayuki Kojima : réalisateur (Monster, Piano no mori, Taiyo no Mokushiroku, Kero-chan ni Omakase!)[25]

- Sunao Katabuchi : réalisateur (Black Lagoon)[26]

- Takahiro Yoshimatsu : charadesign (Jubei-chan 1 et 2, Kiba, Ninja Scroll (TV), Ohedo Rocket, Trigun)[27]

- Mariko Fujita : charadesign (Galaxy Angel et ses suites)[28]